# فوينتيليسبينو دي مويا
بلدية فوينتيليسبينو دي مويا (بالإسبانية: Fuentelespino de Moya)‏، هي إحدى بلديات مقاطعة قونكة إحدى مقاطعات إسبانيا، و التي تقع في منطقة قشتالة لا منتشا وسط البلاد, و المائلة لجهة الشرق من إسبانيا.
يبلغ عدد سكانها 168 نسمة وفقاً لإحصائية سنة (2007).